# Бабу Чірі Шерпа
Бабу Чірі Шерпа (22 червня 1965 — 29 квітня 2001) — непальський альпініст з народу шерпів. Він десять разів підіймався на вершину гори Еверест.
На Евересті Бабу Чірі поставив два світові рекорди: він провів 21 годину на вершині без допоміжного кисню і здійснив найшвидше сходження на Еверест (16 годин 56 хвилин).

## Ранні роки
Бабу Чірі народився в Таксінду, невеликому селі в окрузі Солукхумбу, Непал. У дитинстві він проводив більшу частину часу, допомагаючи батькам на фермі. Формальної освіти він не отримав, оскільки в його селі та в навколишніх селах не було шкіл. Чірі сам навчився читати, і мрією його життя було побудувати школу.

## Альпінізм
Бабу Чірі почав свою кар'єру альпініста у віці 16 років, коли влаштувався носильником. Під час свого першого завдання він піднявся на перевал Ампху Лабца. У 1985 році він піднявся на Пік Мера (6472 м) за чотири години. Зрештою Чірі знайшов роботу носильника для експедицій на Еверест і зрештою досяг вершини Евересту десять разів. У травні 1999 року він провів рекордну 21 годину на вершині без додаткового кисню і без сну.
Він також був у кількох експедиціях на Чо-Ойю.
Бабу Чірі розмовляв шерпою, непалі, англійською та гінді. Він подорожував до Канади, Китаю, Італії, Мексики, Пакистану та США.

## Родина
Мав шість дочок, чотирьох онучок і двох онуків.

## Загибель

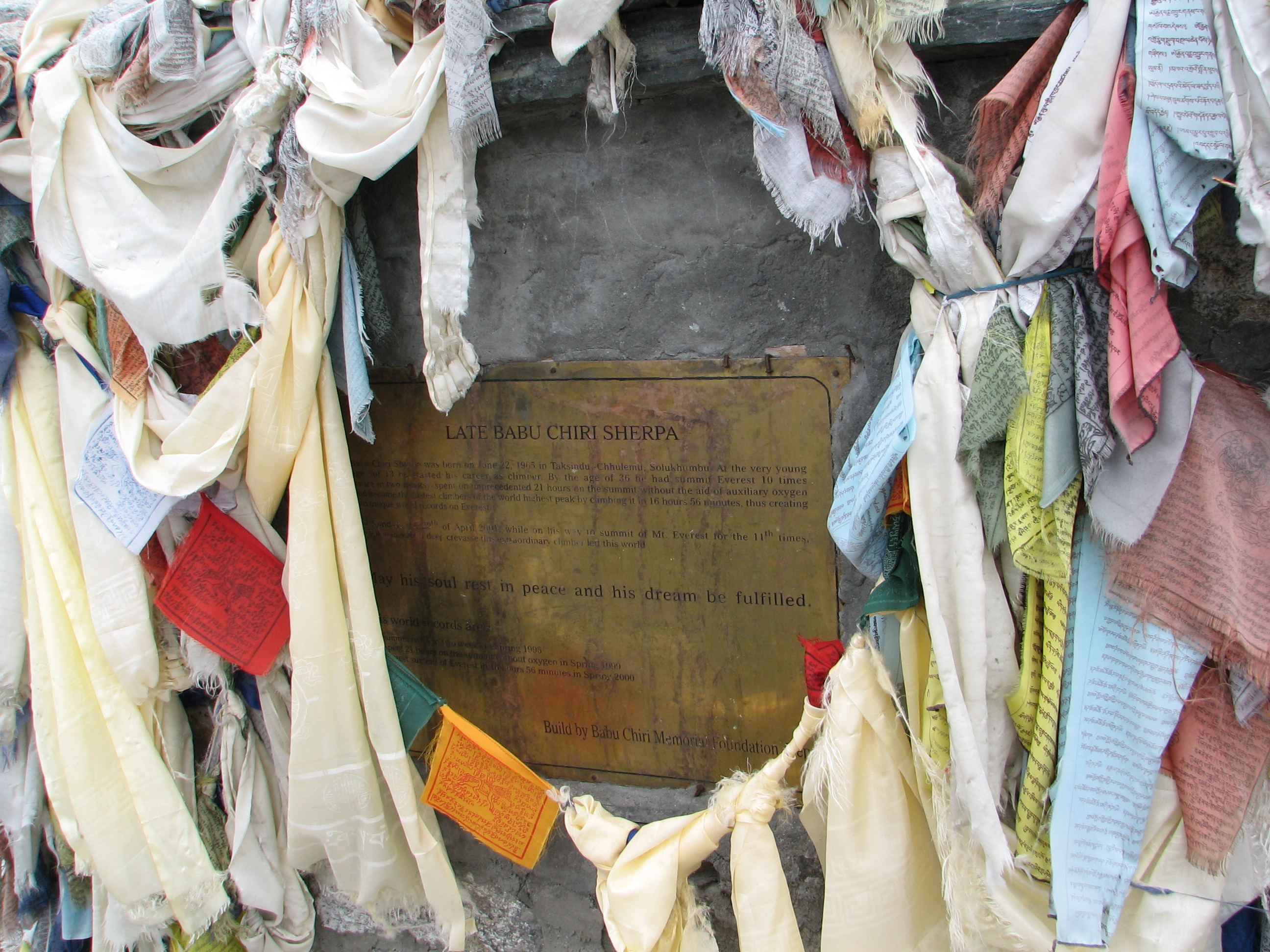
Меморіал Бабу Чірі Шерпа біля базового табору гори Еверест

29 квітня 2001 року в процесі своєї одинадцятої експедиції на Еверест Чірі, фотографуючи біля Табору II (6500 м) зірвався у тріщину і розбився.

## Пам'ять
Чирі був екологом і гуманітарієм. Він працював, щоб побудувати у рідному селі школу; вона була добудована незадовго до його загибелі. 25 вересня 2005 року королівський уряд Непалу в особі наслідного принца урочисто відкрив в Катманду, Меморіальний музей Бабу Чірі та встановив його статую. Музей і статуя були побудовані Асоціацією підкорювачів Евересту (Everest Summiteers Association) за фінансової підтримки уряду, місцевих компаній, громадських організацій і окремих осіб.

## Сходження
Еверест
1. 6 жовтня 1990
2. 22 травня 1991
3. 10 жовтня 1993
4. 14 травня 1995
5. 26 травня 1995
6. 23 травня 1996
7. 21 травня 1997
8. 6 травня 1999
9. 26 травня 1999
10. 21 травня 2000